# Запросные и пятинные деньги
Запро́сные и пяти́нные де́ньги, также запро́с и пяти́на или раздельно запро́с и пяти́на — особый налог, введённый в Русском царстве в правление царя Михаила Фёдоровича с целью финансирования восстановления разрушенной во время Смутного времени экономики и несколько раз повторно вводившийся в Русском царстве на протяжении XVII века. 

## История
Первый запрос был введён Земским собором в 1613 году — уплата денег предполагалась монастырями, крупными землевладельцами и торговцами, он имел добровольный характер и не привёл к заметному пополнению казны. 
Всего было проведено 6 сборов пятины: в апреле 1614 года Земский собор назначил выплату первой пятины, которую должно было платить торгово-промысловое население городов и посадов, а для крупных светских и церковных землевладельцев налог имел принудительный характер и назывался запросом. При сборе второй пятины в 1614 году для торгово-промыслового населения была установлена конкретная такса в 1—2 гривны со двора, а для крестьян — 120 рублей с сохи, таким образом пятина превратилась в посошный налог. Третья пятина, назначенная в марте 1616 года, была наиболее тяжёлой для налогоплательщиков — установленная сумма сбора составляла от 180 000 до 200 000 рублей. 
Пятина была возрождена в ноябре 1632 года для финансирования Смоленской войны (1632—1634) и собиралась дважды: первое решение о её сборе было принято в ноябре 1632 года, второе — 29 января 1634 года, для её сбора был даже учреждён особый приказ.
В последний раз пятина вводилась для финансирования Русско-польской войны 1654—1667 годов: с жителей посадов взималась «пятая деньга», а с остальных групп населения — по полтине со двора.

## Размер
У историков нет однозначного мнения по поводу размера пятины и того, каким образом она рассчитывалась. Одни полагают, что под пятиной подразумевается выплата 1/5 от стоимости чистого годового дохода, другие, что она рассчитывалась от стоимости имевшегося движимого имущества, третьи — от стоимости как движимого, так и недвижимого имущества.